# Bernadette Schild

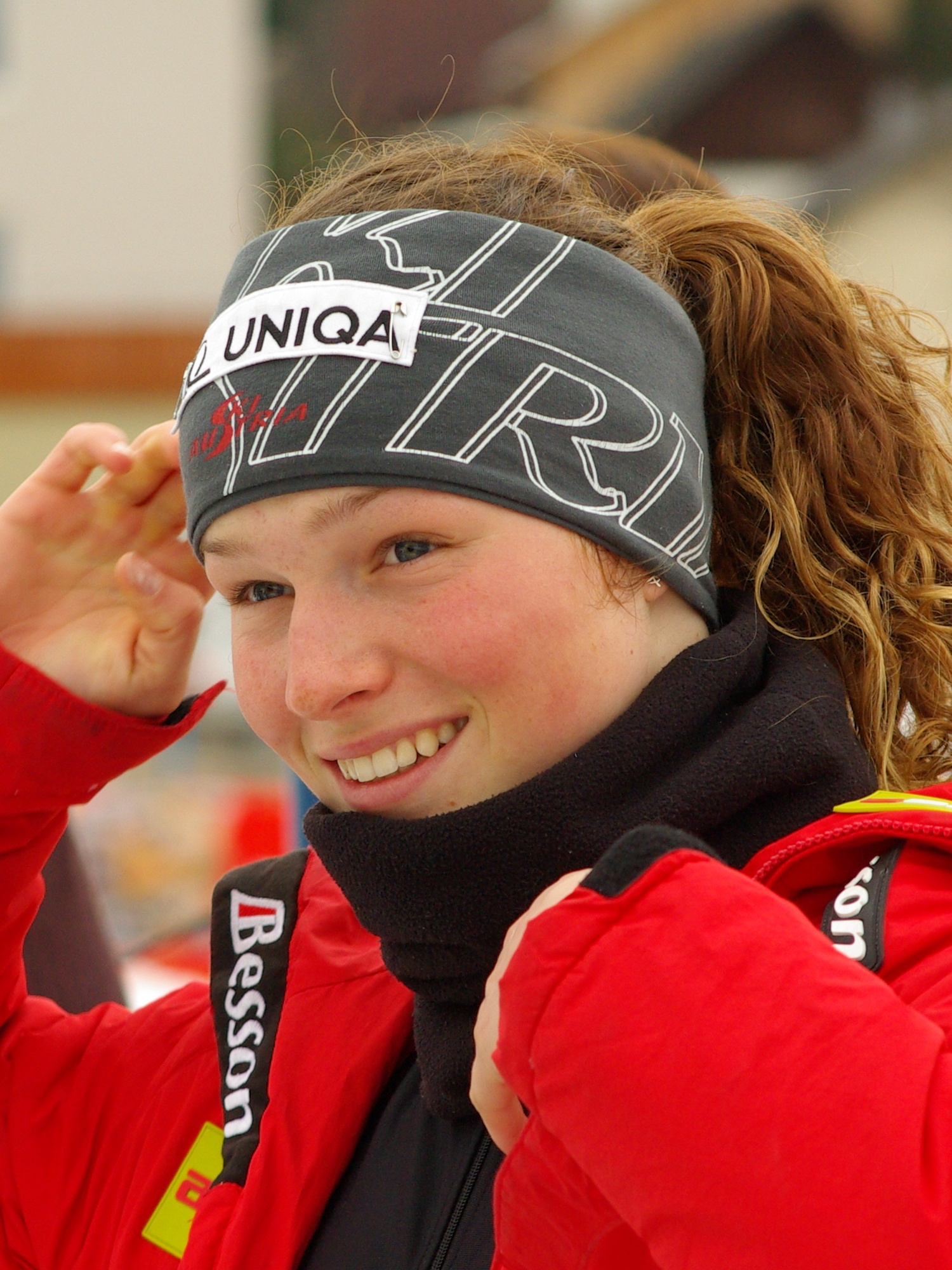
Bernadette Schild

Bernadette Schild nació el 2 de enero de 1990 en Saalfelden (Austria), es una esquiadora que tiene 4 podiums en la Copa del Mundo de Esquí Alpino.
Es hermana de la ex-esquiadora Marlies Schild, ganadora de Medallas Olímpicas, Mundiales y ganadora de varias Copas del Mundo en diferentes disciplinas.

## Resultados

### Campeonatos Mundiales
- 2013 en Schladming, Austria
  - Eslalon: 12.ª
- 2017 en St. Moritz, Suiza
  - Eslalon: 10.ª
  - Eslalon Gigante: 17.ª

### Copa del Mundo

#### Clasificación general Copa del Mundo
- 2008-2009: 120.ª
- 2010-2011: 62.ª
- 2011-2012: 74.ª
- 2012-2013: 32.ª
- 2013-2014: 33.ª
- 2014-2015: 46.ª
- 2015-2016: 55.ª

#### Clasificación por disciplinas (Top-10)
- 2012-2013:
  - Eslalon: 10.ª
- 2013-2014:
  - Eslalon: 7.ª